# Germán Mejía
Germán Noé „Patón” Mejía Briceño (ur. 1 października 1994 w El Progreso) – honduraski piłkarz występujący na pozycji defensywnego pomocnika, reprezentant Hondurasu.